# 사에키정 (오카야마현)
사에키정(佐伯町)은 오카야마현 중동부 와케군에 위치했던 정이다. 2006년 3월 1일, 와케정과 합병으로 새로운 와케정이 되어 구 정사무소는 사에키 청사로 되어 있다

## 역사
- 에도시대의 비젠국과 미마사카국의 패권를 주창하고 있었다.
- 에도 시대가 되면서 요시이 강을 다카세부네가 왕래하여 사에키도 기항지의 하나가 되었다. 1923년 8월에는 가타카미 철도가 개통되었다.
- 1955년 3월 31일 - 아카이와군 사에키촌, 와케군 야마다촌, 시오다촌의 3촌을 합병해 정으로 승격하였다.
- 2006년 3월 1일 - 와케정과 합병해, 신 와케정이 되어 소멸하였다.

## 시정촌합병
2005년 3월 1일 와케정과 합병해 '와케정'이\ 될 예정이었지만 합병 협정서의 조인을 실시하기는 했으나 의회가 합병 의안을 부결하였다. 또한 오자키정장도 의결을 존중해 신중 자세가 되어 합병은 무산되었다.
2005년 1월 23일 오자키 정장의 해직과 마을 의회 해산을 요구하는 리콜 청구에 관한 주민 투표가 실시되어 오자키 정장과 의회의 리콜이 성립되었다.
2005년 2월 27일에 촌장과 의회의 재출마 선거가 실시되어 합병 추진파인 전 쓰보이 촌장이 촌장 선거에서 승리하고, 정의원 선거에서도 추진파 의원이 과반수를 차지하자 합병 협의가 재개되어 기일을 1년 늦춰 3월 23일에 재차 합병 협정서에 조인, 양 정의회와 현의회의 가결을 거쳐 2006년 3월 1일에 합병하였다.

## 교통

### 도로
- 국도 제374호선 (일본)(일본어판)
- 국도 제384호선 (일본)(일본어판)